# 동안구
동안구(東安區)는 대한민국 경기도 안양시 동부에 있는 구이다. 북쪽으로는 서울특별시 관악구, 동쪽으로는 과천시와 의왕시, 남쪽으로는 군포시, 서쪽으로는 안양시 만안구와 접하며 구 이름은 "안양(安)의 동쪽(東)"을 뜻한다.

## 지리
산지로는 북쪽으로 서울특별시와의 경계에 관악산이 있고, 하천으로는 청계산 계곡에서 발원한 학의천이 이 지역을 동서로 가로질러 본류인 안양천에 합류한다.

## 역사
- 1973년 7월 1일 : 시흥군 안양읍이 안양시로 승격[3]

- 1989년 5월 1일 : 안양시에 동안출장소를 설치[4]

- 1992년 10월 1일 : 동안출장소를 동안구로 전환[5]
- 1996년 3월 : 동안구청사 이전

## 하위 행정구역
| 행정동   | 한자     | 면적 (km2) | 세대    | 인구 (명) |
| -------- | -------- | ---------- | ------- | --------- |
| 비산1동  | 飛山1洞  | 1.82       | 7,516   | 27,462    |
| 비산2동  | 飛山2洞  | 0.46       | 3,791   | 14,749    |
| 비산3동  | 飛山3洞  | 5.56       | 9,406   | 26,457    |
| 부흥동   | 復興洞   | 0.50       | 6,488   | 19,636    |
| 달안동   | 達安洞   | 0.44       | 5,487   | 13,066    |
| 관양동   | 冠陽洞   | 3.19       | 15,278  | 30,238    |
| 인덕원동 | 仁德院洞 | 1.79       | 8,629   | 16,505    |
| 부림동   | 富林洞   | 0.86       | 11,985  | 26,784    |
| 평촌동   | 坪村洞   | 0.82       | 5,212   | 17,172    |
| 평안동   | 坪安洞   | 0.64       | 8,111   | 27,092    |
| 귀인동   | 貴仁洞   | 0.64       | 5,104   | 18,293    |
| 호계1동  | 虎溪1洞  | 1.03       | 3,254   | 17,823    |
| 호계2동  | 虎溪2洞  | 1.43       | 9,367   | 28,383    |
| 호계3동  | 虎溪3洞  | 0.75       | 8,107   | 25,347    |
| 범계동   | 범계洞   | 0.64       | 5,408   | 17,222    |
| 신촌동   | 新村洞   | 0.66       | 4,495   | 14,703    |
| 갈산동   | 葛山洞   | 0.69       | 3,940   | 12,334    |
| 동안구   | 東安區   | 21.93      | 121,615 | 322,809   |

- 인구는 2020년 2월 29일 기준, 면적은 2020년 2월 29일 기준

## 인구
안양시 동안구의 연도별 인구(내국인) 추이
| 연도   | 총인구    |                  |
| ------ | --------- | ---------------- |
| 1990년 | 223,461명 |                  |
| 1995년 | 328,082명 |                  |
| 2000년 | 324,771명 |                  |
| 2005년 | 347,600명 |                  |
| 2010년 | 342,190명 |                  |
| 2015년 | 339,872명 |                  |
| 2020년 | 322,809명 | 2020.02.29. 기준 |

## 교육기관
- 사립전문대학

|  | - 대림대학교 |

- 원격대학

|  | - 서울사이버대학교 인덕원캠퍼스 |

- 고등학교

|  | - 평촌경영고등학교 - 동안고등학교 - 백영고등학교 - 부흥고등학교 - 평촌고등학교 - 경기게임마이스터고등학교 | - 인덕원고등학교 - 평촌공업고등학교 - 관양고등학교 |

- 중학교

|  | - 귀인중학교 - 범계중학교 - 부림중학교 - 부안중학교 - 안양부흥중학교 - 임곡중학교 | - 평촌중학교 - 호성중학교 - 관양중학교 - 비산중학교 - 인덕원중학교 - 대안여자중학교 | - 대안중학교 - 신기중학교 - 호계중학교 |

- 초등학교

|  | - 관양초등학교 - 귀인초등학교 - 달안초등학교 - 동안초등학교 - 범계초등학교 - 벌말초등학교 | - 부림초등학교 - 부흥초등학교 - 샘모루초등학교 - 안양남초등학교 - 나눔초등학교 - 비산초등학교 | - 민백초등학교 - 인덕원초등학교 - 안양관악초등학교 - 호계초등학교 - 안양부안초등학교 - 안양덕현초등학교 | - 안양신기초등학교 - 안양중앙초등학교 - 평촌초등학교 - 희성초등학교 - 호원초등학교 |

## 교통

### 버스업체
시내버스
| 업체명       | 대표자 | 위 치                      |
| ------------ | ------ | -------------------------- |
| 서울매일버스 | 이원래 | 평촌대로 452 (비산동 14-8) |

마을버스
| 업체명   | 대표자        | 위 치                             |
| -------- | ------------- | --------------------------------- |
| 평촌교통 | 김종호        | 갈산로72번길 5 (호계동 1083-2)    |
| 학운교통 | 강재원 윤상진 | 엘에스로144번길 96 (호계동 172-6) |
| 호계운수 | 윤은주        | 엘에스로144번길 94 (호계동 172-6) |

### 철도
- 한국철도공사
  - 과천선 (● 수도권 전철 4호선)
(과천시) ← 인덕원역 - 평촌역 - 범계역 → (군포시)

## 갤러리

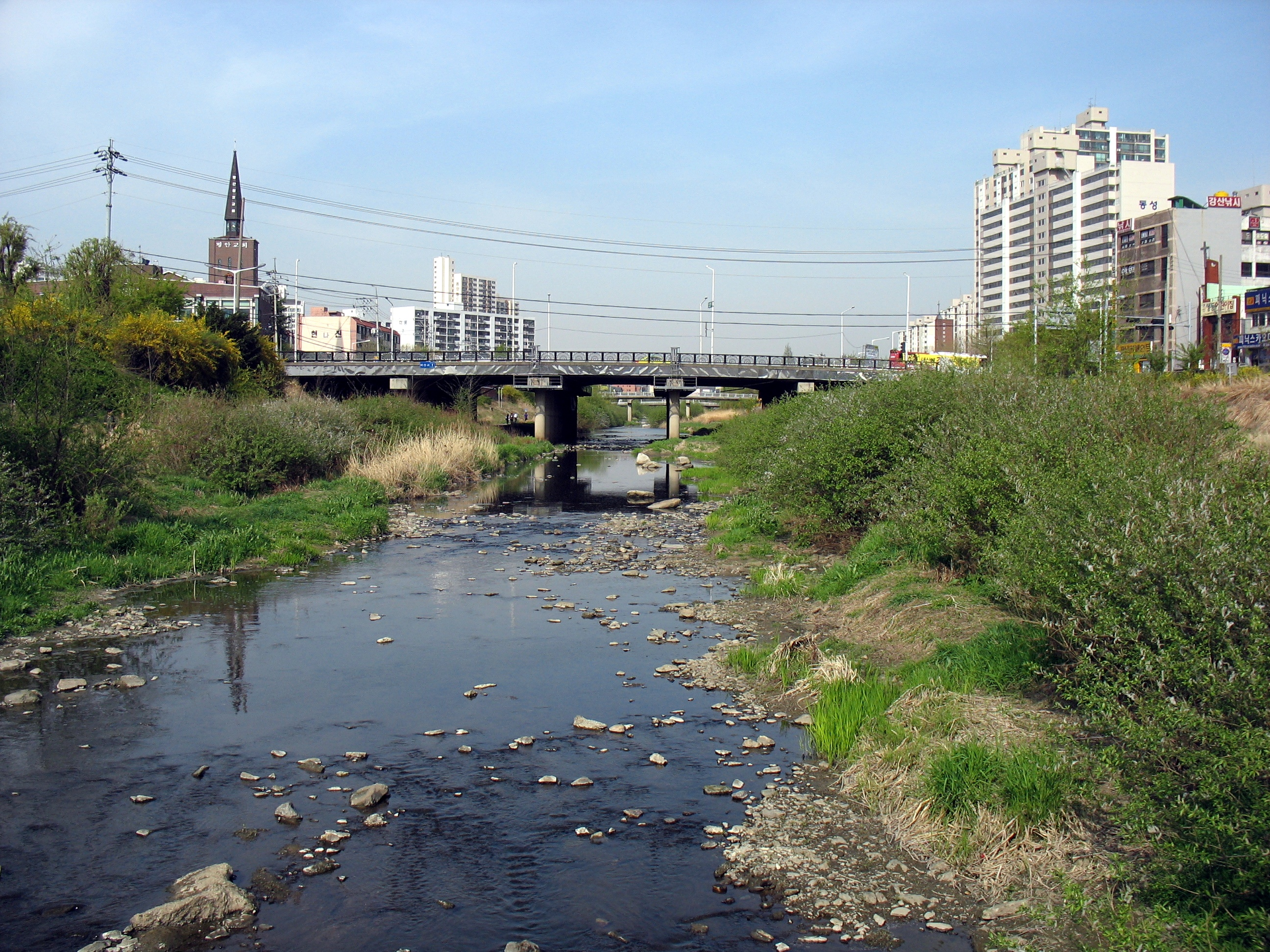
학의천
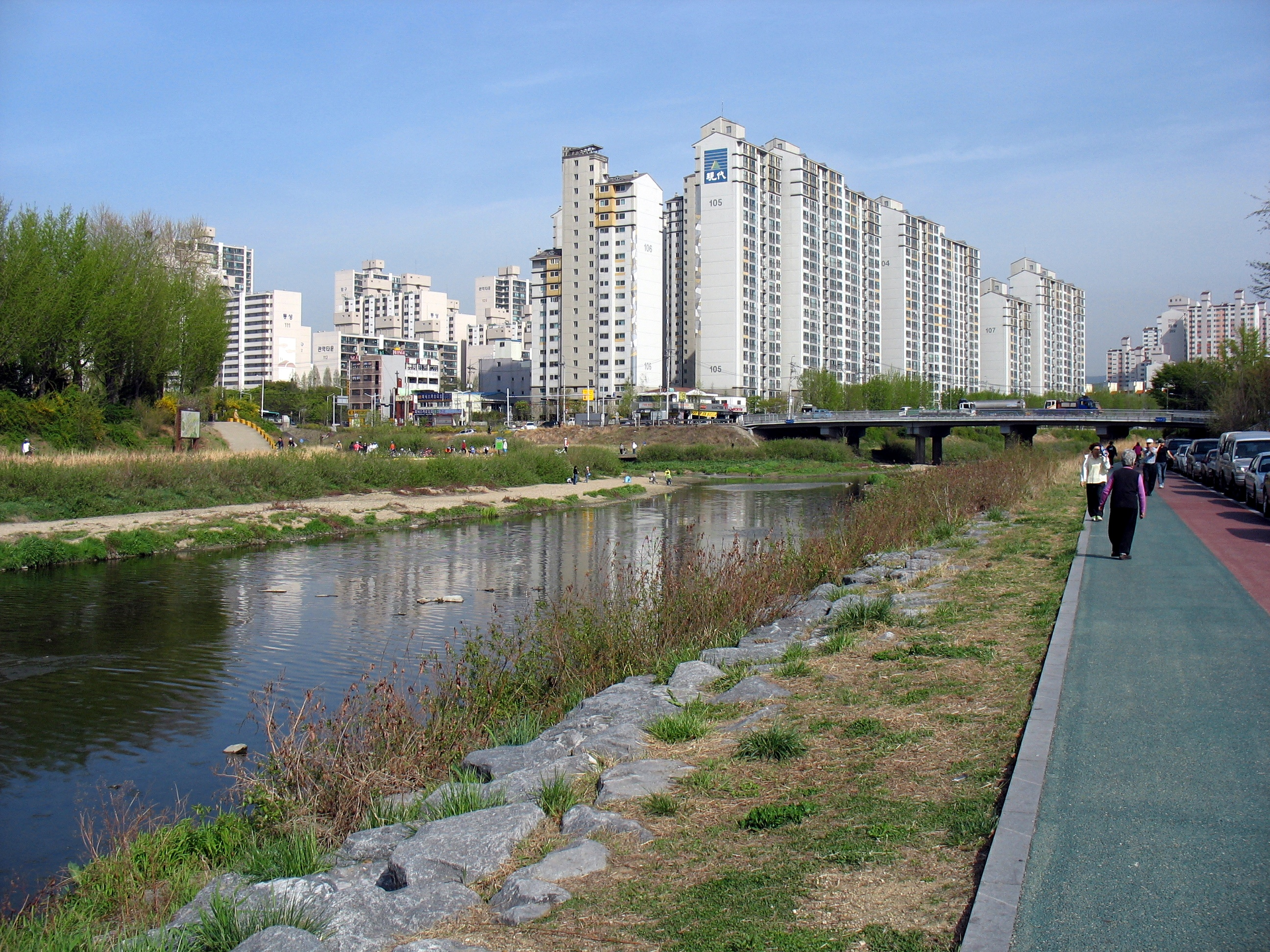
학의천 변 아파트단지

## 같이 보기
- 안양시
- 만안구